# Societatea „Cultul Eroilor”
Societatea „Cultul Eroilor” a fost înființată prin Decretul-Lege nr. 4106/12 septembrie 1919 sub numele de Societatea „Mormintele Eroilor căzuți în Război”. Numele societății a devenit „Cultul Eroilor” în anul 1927. De la înființare, societatea s-a aflat sub patronajul Patriarhului Miron Cristea și al Reginei Maria, ea având stipulat în statutul de înființare ca obiectiv principal, păstrarea unei amintiri vii a tuturor eroilor români care au căzut pe câmpurile de luptă ale Primului Război Mondial. Înființarea acestei organizații s-a produs pe fondul existenței în România a unui adevărat cult al eroilor militari, dar și civili, care și-au pierdut viața în marea conflagrație mondială.
Societatea, prin membrii săi, s-a ocupat de strângerea, centralizarea și reînhumarea osemintelor tuturor eroilor pe întreg cuprinsul țării, indiferent de religie, conform angajamentelor pe care România și le-a asumat prin semnarea unor tratate internaționale la care a aderat. Ulterior, societatea și-a extins activitatea la îngrijirea mormintelor de război și a cimitirelor. A ridicat numeroase cruci și troițe de lemn sau piatră, mausolee și monumente în toată România de după război. Această perioadă este una în care societatea a cunoscut cea mai complexă și mai amplă activitate de comemorare a eroilor, deoarece s-a stabilit conform decretului nr. 1693 din 4 mai 1920 ca Ziua Eroilor să se celebreze în ziua de Înălțarea Domnului. Astfel, Ziua Eroilor a devenit o zi sfântă precum Paștele sau Crăciunul.
La inaugurarea expoziției societății din Parcul Carol I din București din anul 1929, președintele acesteia, Patriarhul Miron Cristea, a spus că:
„... Opera Societății «Cultul Eroilor» nu este dar numai împlinirea unei îndatoriri de pietate și recunoștință față de cei căzuți, ci și de concentrare a acestor pilde la locuri de onoare, de unde să influențeze educativ generațiile viitoare. Ea este piedestalul, pe care trebuie să se edifice întreaga noastră conștiință națională, pentru ca la lumina trecutului glorios, să pregătim temeinic viitorul sufletesc al Neamului, a cărui unitate sufletească odată desăvârșită, să nu poată fi strămutată de nici o putere pământească. Crezul acesta moral, inspirat din adâncimea învățăturilor creștine, atât de glorios ilustrate de atâția eroi, ale căror morminte le îngrijim, formează piatra din capul unghiului a operei noastre.”
Societatea a avut încă de la înființare un mijloc de propagandă și informare prin revista „Cultul Eroilor Noștri”, care și-a schimbat numele în anul 1926 în „România Eroică”. Revista avea rol de orientare de propagandă cultural-națională, axată pe prezentarea eroismului într-un cadru larg de activitate patriotică. În paginile ei au fost publicate articole care aminteau de faptele de vitejie și de cinstire ale Eroilor Neamului.
Potrivit istoricului militar Péter Illésfalvi, „gestionarea mormintelor de război maghiare dincolo de granițele Regatului Ungariei în cele două decenii de după 1920, și în România în special, cu siguranță are nevoie de cercetări de bază.” După datele existente, Ministerul Apărării Naționale ungar s-a implicat activ în îngrijirea mormintelor de război, inclusiv din statele vecine cu care relațiile diplomatice erau înghețate iar, de asemenea, și oficialitățile române au dovedit simț de răspundere chiar și în cazul eroilor maghiari.
Cimitirele cu eroi maghiari, printre care Miercurea Ciuc, Valea Uzului, Sfântu Gheorghe, Târgu Secuiesc sau Brețcu au fost vizitate de responsabilul Sándor Cser în anul 1929.
În același an, Ministerul Apărării ungar a cheltuit o sumă considerabilă de bani, 253 055 de lei, pentru repararea și întreținerea cimitirelor eroilor din Transilvania și Vechiul Regat unde se aflau înmormântați și soldați maghiari. Comisia săsească a mormintelor de război a primit suma de 104 730 de lei, care a fost distribuită pentru șase cimitire. Cealaltă jumătate a fost transferată Societății „Cultul Eroilor”, a cărei activitate principală a fost întreținerea cimitirelor eroilor români. Din suma totală au fost întreținute 18 cimitire din Vechiul Regat și 12 din Transilvania.